# Geografia della Polonia

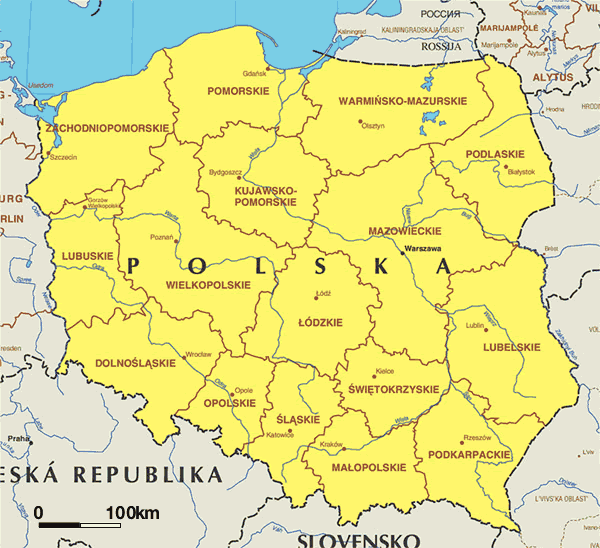
Mappa amministrativa della Polonia

La Polonia è uno stato dell'Europa centrale situato ad est della Germania. In generale, è un Paese che consiste in una pianura molto estesa che si estende dal Mar Baltico a nord fino ai Monti Carpazi nel sud. All'interno della pianura, le variazioni della composizione della terra si estendono generalmente in fasce orizzontali, che corrono da est verso ovest.
La costa del Mar Baltico manca di porti naturali, eccetto che per quelli di Danzica e di Stettino nel nord-ovest. La regione a nord-est del Paese, chiamato il Distretto dei Laghi, è scarsamente popolata e manca di risorse per l'agricoltura e l'industria. A sud ed a ovest del Distretto dei Laghi si estende una vasta regione pianeggiante che corre fino ai Sudeti (a sud-ovest) al confine con la Repubblica Ceca e la Slovacchia e fino al Carpazi al confine con la Repubblica Ceca, la Slovacchia e l'Ucraina (a sud-est).
Il Paese si estende per 649 km da nord a sud e per 689 km da est a ovest. L'area totale della Polonia è di 312.683 km², incluse le acque che giacciono all'interno della nazione. I paesi confinanti sono la Germania ad ovest, la Repubblica Ceca e la Slovacchia a sud, l'Ucraina e la Bielorussia a est, la Lituania e la provincia (exclave) russa di Kaliningrad a nord-est. in nome polacco deriva da  pole che significa pianura
Coordinate geografiche:
52°00′N 20°00′E

## Topografia

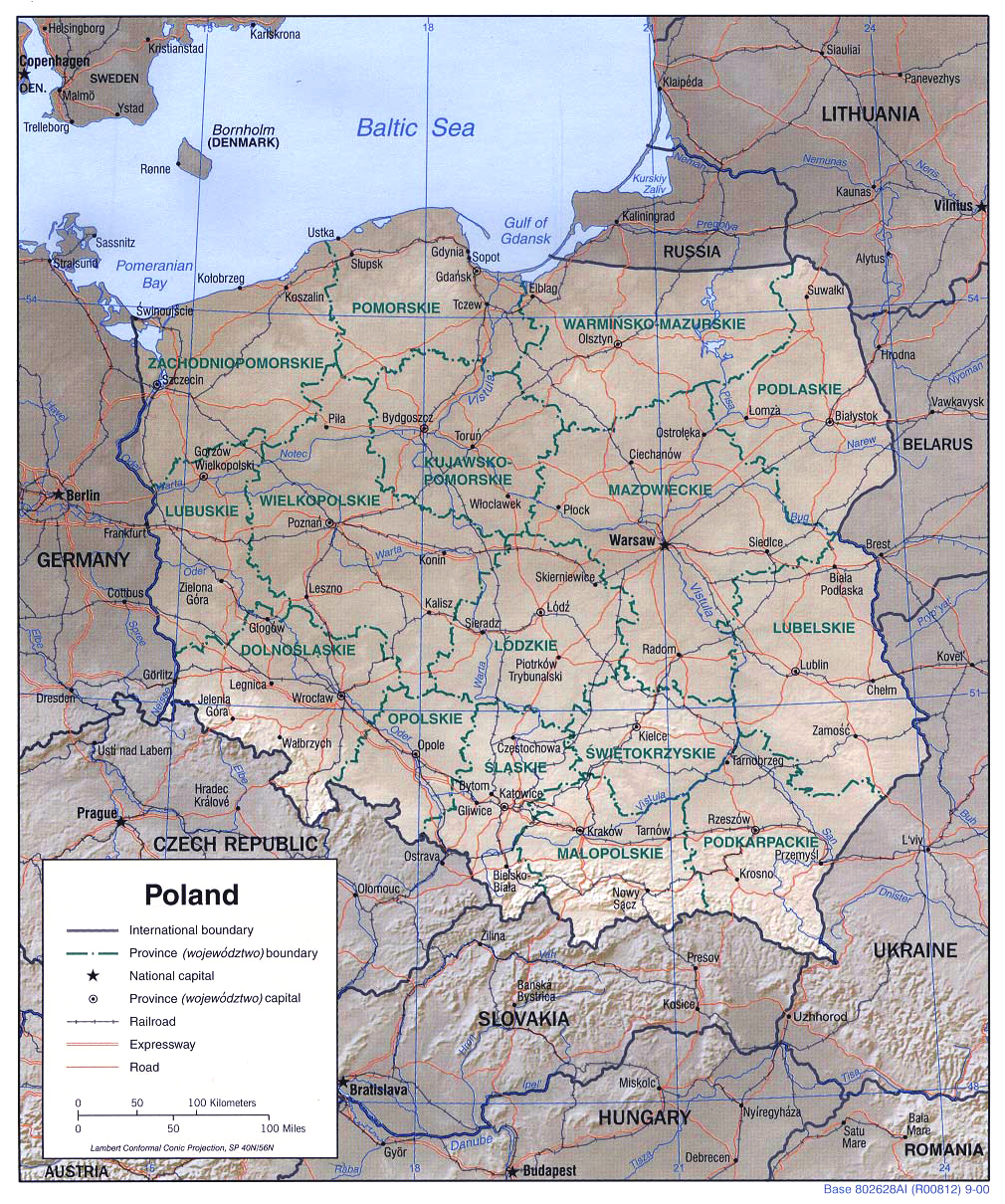
Mappa ombreggiata dei rilievi, 2000

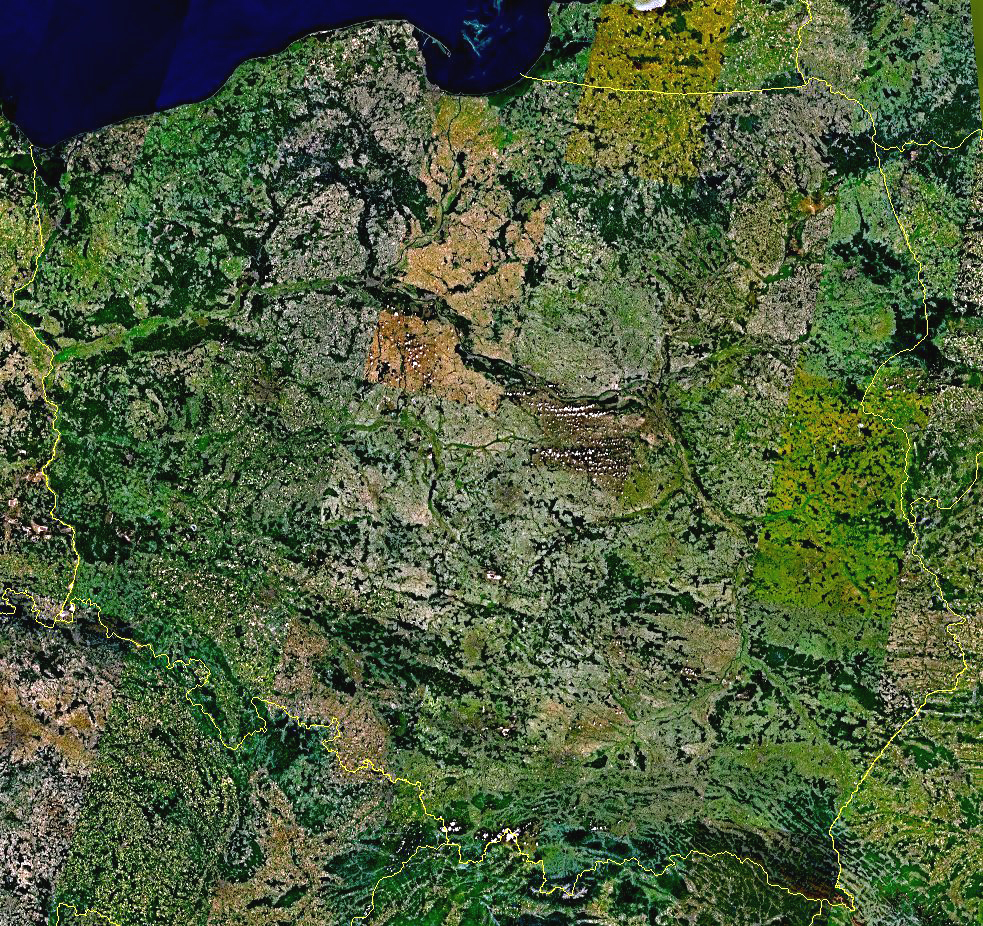
Foto satellitare della Polonia del Landsat7

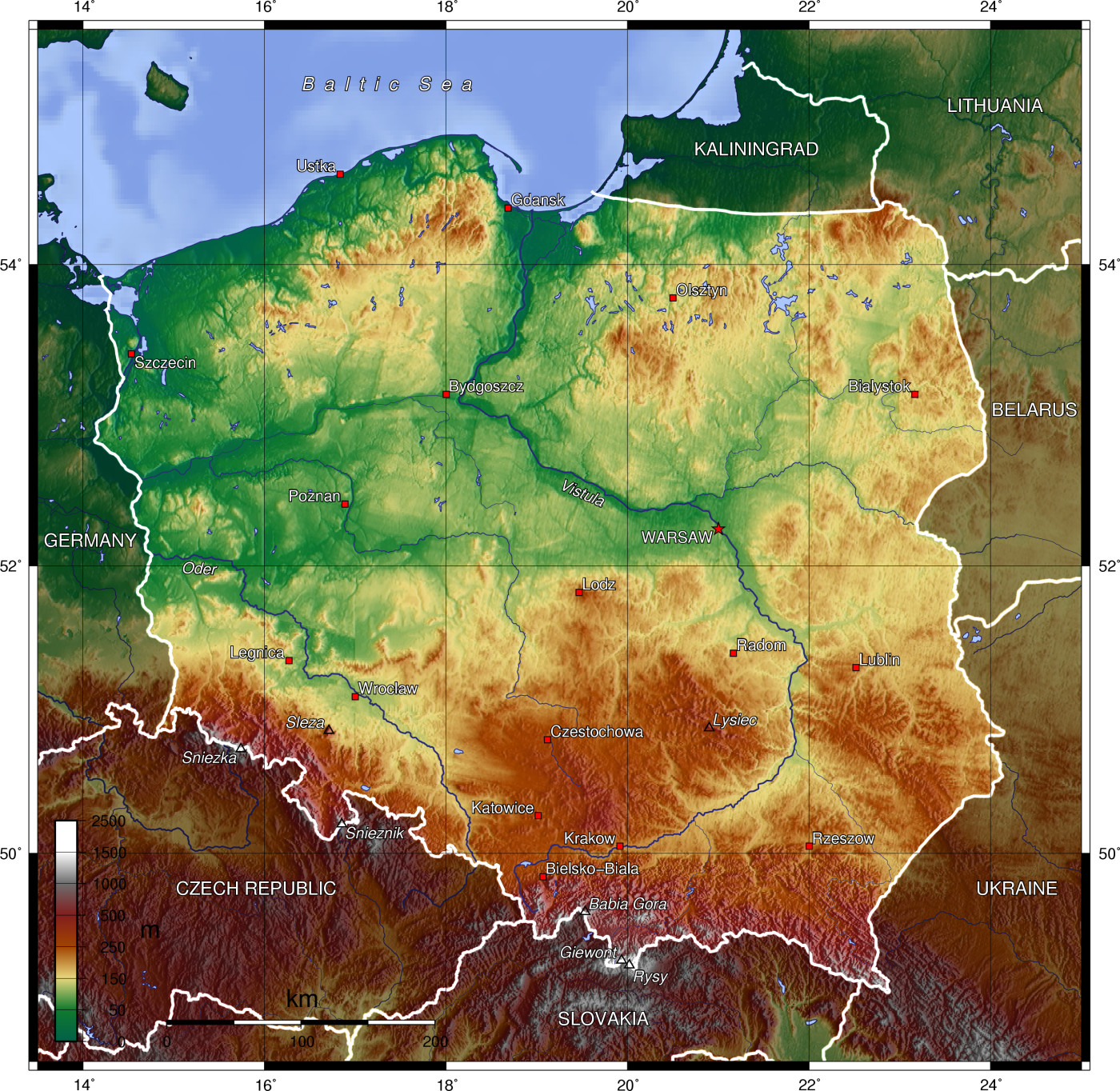
Topografia

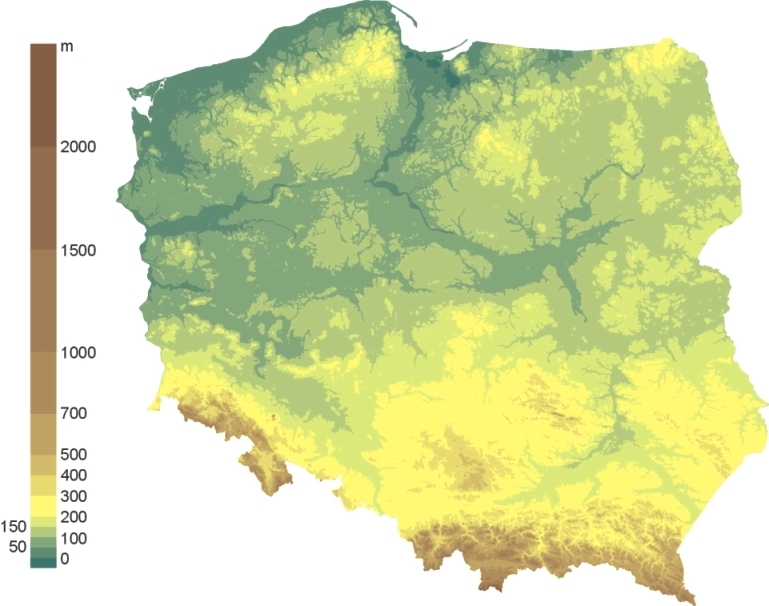
Ipsometria

L'altitudine media della Polonia è di 173 metri, e solo il 3% del territorio supera i 500 metri. La maggior elevazione si trova sul Monte Rysy, che raggiunge i 2.499 metri, sulla Catena dei Tatra, nei Carpazi, a 95 km a sud di Cracovia. Circa 60 km² attorno alla baia di Danzica sono sotto il livello del mare. La Polonia è tradizionalmente suddivisa in cinque zone topografiche da nord a sud: la maggiore, che comprende le terre centrali parte molto ristretta ad ovest, per poi allargarsi espandendosi verso nord e verso sud andando verso est. Lungo il confine orientale, questa zona raggiunge i 200 km di larghezza. Il terreno nella zona centrale è abbastanza piatto, e i laghi glaciali antichi sono stati riempiti dai sedimenti. La regione è tagliata dai suoi fiumi principali, incluso il fiume Oder, che definisce i confini della Slesia a sud-ovest, e il fiume Vistola, che definisce le aree centro-orientali della Polonia. A sud delle pianure ci sono piccoli rilievi, una cintura che varia in larghezza da 90 a 200 km ed è formata da dolci colline dei Sudeti e dei Carpazi e dai rilievi che collegano le due catene nella Polonia centro-meridionale. La topografia della regione è divisa trasversalmente in elevazioni alte e basse, che riflettono la struttura geologica della terra. Nella sezione occidentale, la zona della Slesia e di Cracovia contiene ricchi depositi di carbone.
La terza area topografica si trova sul confine meridionale della Polonia, formato dai Sudeti e dai Carpazi. All'interno della Polonia, nessuna delle due catene montuose è così proibitiva da impedire l'insediamento della popolazione, infatti i Carpazi sono molto densamente popolati. La forma particolarmente irregolare dei Sudeti deriva dagli spostamenti geologici che hanno formato la più giovane catena dei Carpazi; la maggiore elevazione dei Sudeti è di 1.602 metri, sui Monti dei Giganti (Karkonosze). I Carpazi in Polonia si sono formati come unità topografica nel recente Terziario, e sono i monti più pittoreschi della nazione. Costituiscono il confine settentrionale di una catena maggiore che si estende in Repubblica Ceca, Slovacchia, Ucraina, Ungheria e Romania. All'interno della Polonia, i Carpazi comprendono due grandi bacini, quello di Oświęcim e Sandomierz, che sono ricchi di minerali e gas naturali.
A nord delle pianure centrali, la regione dei laghi comprende l'unica foresta primaria rimasta in Europa e la gran parte delle regioni non sfruttate dall'uomo della Polonia. L'azione glaciale in questa regione ha formato laghi e basse colline, quasi al confine con la Lituania e il Mar Baltico. Piccoli laghi punteggiano l'intera metà settentrionale della Polonia, e le formazioni glaciali che caratterizzano la regione dei laghi si estendono per circa 200 km verso la Polonia occidentale. Larghe valli dividono la regione dei laghi in tre parti: a nord-ovest, la Pomerania che si trova a sud della regione costiera baltica e a nord fiumi Warta e Noteć. La Masuria che occupa la parte restante della Polonia settentrionale. La maggior parte dei 9.300 laghi della nazione si estendono per più di 10.000 m² e occupano più del 10% della regione dei laghi. In questa regione si trova il lago più esteso della Polonia: il Lago Śniardwy.
Le pianure costiere del Baltico sono una regione formata dai sedimenti depositati dal mare. La linea costiera è nata con l'azione del mare innalzatosi dopo che i ghiacciai della Scandinavia si sono ritirati. Le due maggiori insenature della costa sono la baia della Pomerania, al confine tedesco, e la baia di Danzica ad est. Il fiume Oder si svuota nella baia della Pomerania, mentre la Vistola forma un grande delta nel Golfo di Danzica. Lungo la costa si trovano spiagge con grandi dune che formano lagune e laghi costieri.

## Bacini
Quasi tutti i fiumi della Polonia sfociano nel Mar Baltico, compresi i due maggiori, la Vistola e l'Oder, in cui si gettano moltissimi corsi d'acqua polacchi. Circa metà del Paese è percorso dalla Vistola, che nasce sui Monti Tatra nella Polonia centro-meridionale. Il Bacino della Vistola comprende quasi tutta la metà orientale della nazione ed è percorso da molti fiumi che si uniscono alla Vistola stessa da est. Uno degli affluenti è il fiume Bug, che segna 280 km di confine con l'Ucraina e con la Bielorussia. L'Oder e il suo maggior affluente, la Warta, formano un bacino che scorre nella parte occidentale della Polonia fino a gettarsi nelle baie a nord di Stettino. L'effetto del passaggio dei fiumi, comunque, è debole, specialmente nella regione dei laghi e nelle aree meridionali. I fiumi hanno due periodi durante l'anno in cui l'affluenza delle acque è maggiore: il primo è quando le nevi si sciolgono in primavera, il secondo è causato dalle forti piogge di luglio.

## Clima
Le previsioni del tempo della Polonia, sia a breve che a lungo termine, sono improntate alla variabilità derivante dalla collisione di diverse masse d'aria sopra il cielo della nazione. L'aria marittima si muove attraverso l'Europa occidentale, l'aria artica giunge dall'Oceano Atlantico settentrionale e l'aria subtropicale giunge dall'Oceano Atlantico meridionale. Nonostante il vento artico predomini il clima per la maggior parte dell'anno, la sua unione con correnti più calde modera in genere la temperatura e genera considerevoli precipitazioni, nuvole e nebbia.
La primavera giunge lentamente tra marzo e aprile, portando giorni di sole dopo un periodo di condizioni invernali-primaverili. L'estate, che dura da giugno ad agosto, è generalmente meno umida dell'inverno: si alternano temporali e tempeste con giorni secchi che si verificano soprattutto quando prevalgono i venti meridionali. L'inizio dell'autunno è generalmente soleggiato e tiepido, prima del periodo delle piogge e del clima più freddo di novembre, quando inizia la transizione verso l'inverno. L'inverno dura da uno a tre mesi, e apporta frequentemente nevicate, anche se con poche precipitazioni.
Le temperature medie variano dai 6 °C nel nord-est ai 10 °C del sud, ma le temperature della Polonia variano largamente da stagione a stagione. Sulle più alte cime della nazione, la temperatura media si aggira intorno agli 0 °C; la costa baltica, influenzata dai venti moderati occidentali, presenta estati più fresche e inverni tiepidi. La temperatura più estrema si registra nel sud-est, presso il confine con l'Ucraina, dove la temperatura invernale è 4,5 °C più bassa che nel resto della Polonia.
Le precipitazioni medie annuali dell'intero Paese si aggirano intorno ai 600 mm, ma alcune località isolate delle montagne ricevono anche 1.300 mm l'anno. La cifra è leggermente più alta nelle regioni del sud rispetto alle pianure centrali. Alcune aree, principalmente intorno al fiume Vistola, tra Varsavia e il Mar Baltico e nel nord-est del Paese, presentano una media di precipitazioni inferiore a 500 mm. In inverno, circa la metà delle precipitazioni che avvengono nelle pianure e l'intero totale che si verifica sulle montagne è sotto forma di neve. In media, le precipitazioni in estate sono il doppio dell'inverno.

## Area, confini e punti estremi
Superficie:
Totale: 312.685 km²
Terra: 304.465 km²
Acqua: 8.220 km²
Confini di terra:
Totale: 2.888 km

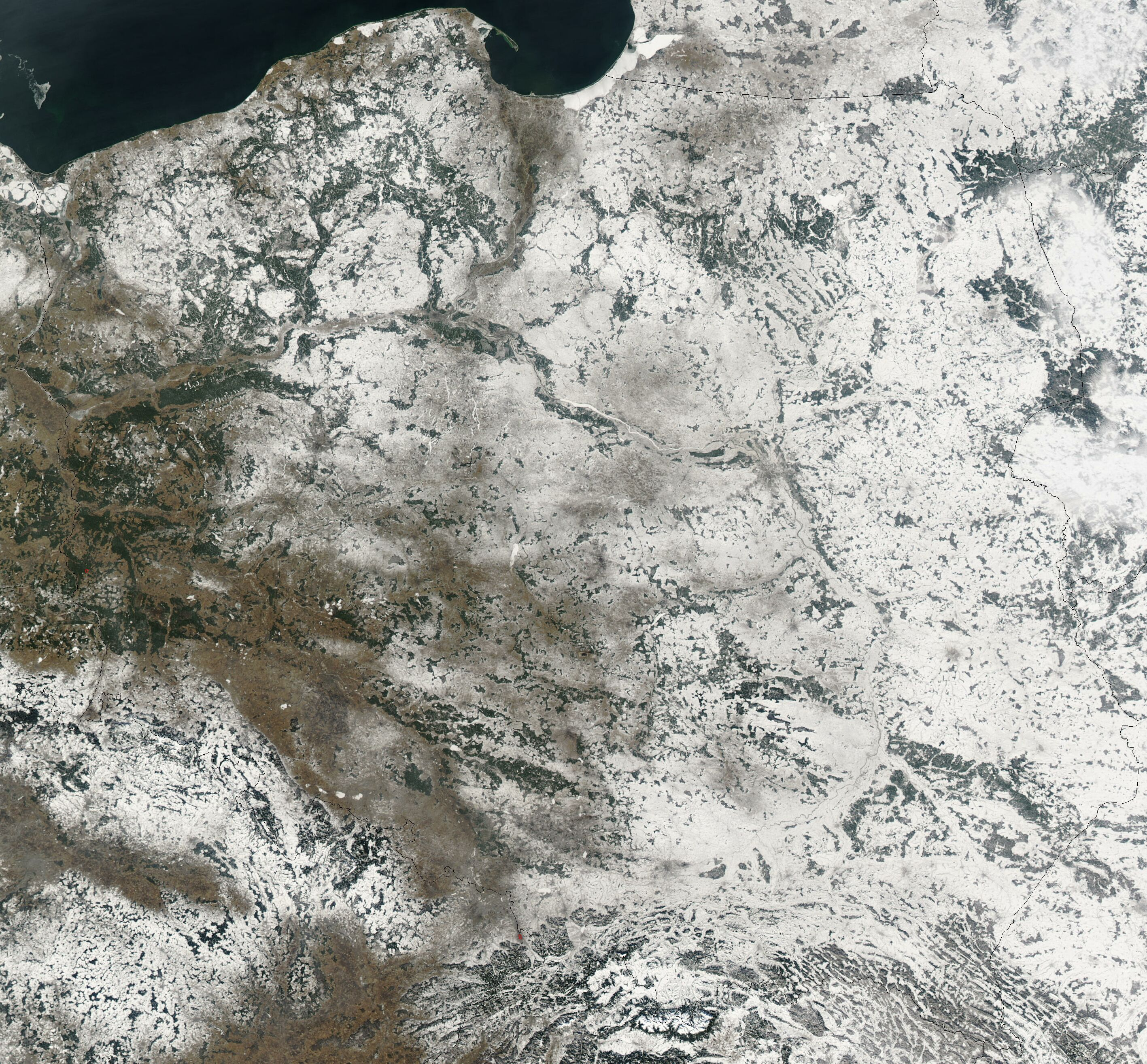
Immagine satellitare della Polonia del febbraio 2003

Stati confinanti: Bielorussia 418 km, Repubblica Ceca 796 km, Germania 467 km, Lituania 104 km, Russia (Oblast' di Kaliningrad) 210 km, Slovacchia 541 km, Ucraina 535 km
Confini di mare:
Totale: 440 km
Mare territoriale: 12 miglia nautiche dalla costa (22 km dalla costa)
Punti estremi:
Punto più alto: Rysy 2.499 m
Punto più basso: Elbląg -1,8 m
Punto più a nord: Władysławowo 54°50' N
Punto più a sud: Lutowiska 49°00' N
Punto più a est: Horodło 24°08' E
Punto più a ovest: Cedynia 14°07' E

## Risorse e utilizzo della terra
Risorse naturali:
carbone, zolfo, rame, gas naturale, ferro, zinco, alluminio, sale, terre arabili
Uso delle terre:
Terre arabili
47%
Raccolti permanenti
1%
Pascoli permanenti
13%
Foreste
29%
Altro
10% (1993)
Terre irrigate:
1.000 km²

## Ambiente
Fiumi maggiori: Vistola (Wisła), Oder (Odra), 
Warta, Narew, San.
Parchi nazionali: Foresta di Białowieża.
Ambiente:
la situazione è migliorata dal 1989, con il declino dell'industria pesante e con il crescente impegno a favore dell'ambiente del governo post-comunista; l'inquinamento dell'aria rimane comunque serio, a causa delle emissioni di diossido di zolfo delle centrali elettriche e le conseguenti piogge acide che hanno causato la deforestazione. Anche l'inquinamento delle acque che giunge dalle industrie e dalle città sta causando problemi, come pure il deposito dei rifiuti nocivi, molto pericoloso per l’ambiente.